# British Midland Airways
British Midland Airways Ltd. (im Außenauftritt British Midland International oder kurz bmi; früher Derby Airways) war eine britische Fluggesellschaft mit Sitz in Castle Donington und Basis auf dem Flughafen London-Heathrow. Sie wurde im April 2012 eine Tochtergesellschaft der International Airlines Group (IAG), nachdem sie sich zuvor im Besitz der Deutschen Lufthansa AG befunden hatte. Mit der Übernahme durch IAG wurde das Ende der Gesellschaft eingeläutet und eine Integration von bmi in British Airways eingeleitet. Im Oktober 2012 wurde die Marke bmi schließlich vom Markt genommen und das Unternehmen weitgehend aufgelöst.
bmi betrieb als Tochterunternehmen bis September 2012 eine Billigfluggesellschaft namens bmibaby. Die Regionalflug-Tochter bmi regional wurde im Mai 2012 verkauft und wurde bis zur Insolvenz 2019 unabhängig weiterbetrieben.

## Geschichte

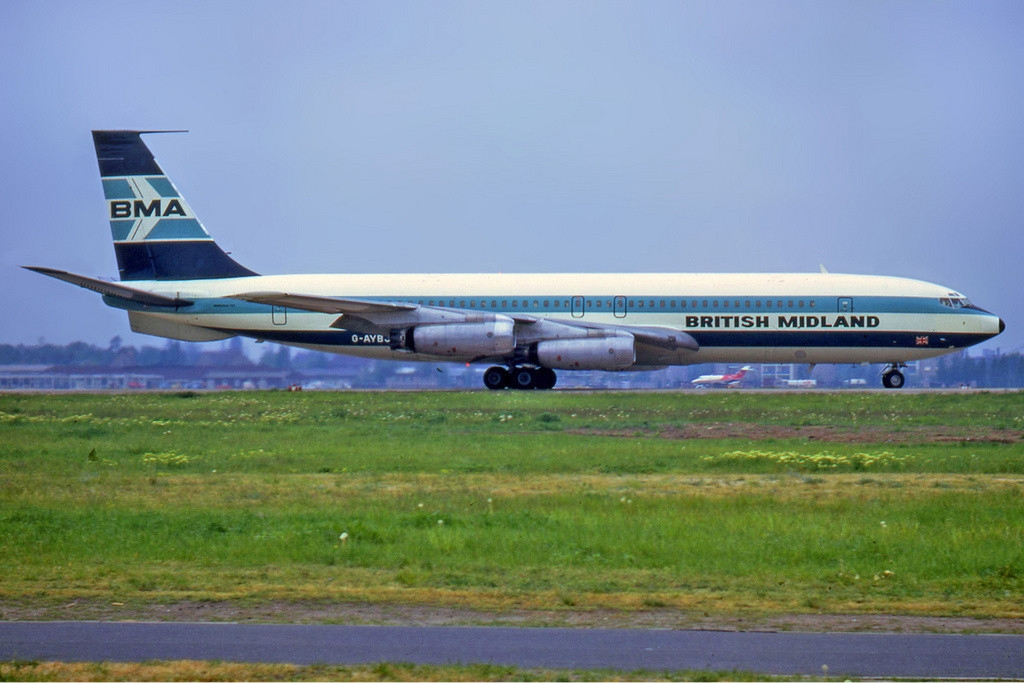
Eine Boeing 707 der British Midland Airways im Jahr 1972.

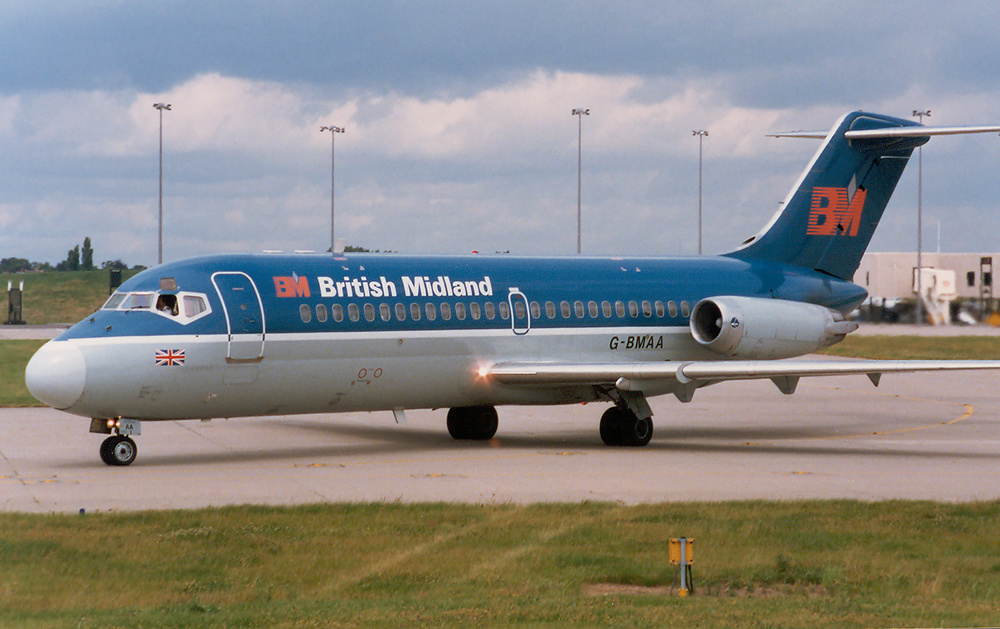
Eine Douglas DC-9 der BMA im Jahr 1987.

### Erste Jahre und eigenständige Entwicklung
British Midland Airways wurde 1938 als Flugschule namens Air Schools Ltd. gegründet. Während des Zweiten Weltkriegs bildete das Unternehmen Piloten im Auftrag der Royal Air Force aus. Nach Kriegsende wurden vermehrt Bedarfsflüge durchgeführt. Das Unternehmen benannte sich am 16. Februar 1949 in Derby Aviation um. Zu diesem Zeitpunkt war die Gesellschaft auf dem
Flugplatz Burnaston ansässig, der südlich der Ortschaft Derby in der Grafschaft Derbyshire lag. Am 12. März 1959 wurde die Gesellschaft zur Derby Airways umfirmiert. Im Jahr 1964 begann der Bau des Flughafens East Midlands, der den Flugplatz Burnaston ablösen sollte. Vor dem Umzug auf den neuen Flughafen nahm die Gesellschaft am 1. Oktober 1964 den Namen
British Midland Airways (BMA) an. Ab April 1965 war der East Midlands Airport der Heimatflughafen des Unternehmens. Im Jahr 1978 erlangte das damalige Management (Sir Michael Bishop, J. Wolfe und S. Balmforth) die Aktienmehrheit.
Im Jahr 1970 begann bei BMA mit der Einführung der BAC-111 das Jet-Zeitalter. Auch nach 1988, dem letzten Flug einer Vickers Viscount, hatte BMA als Erstkäufer der BAe ATP weiter Propellerflugzeuge betrieben. Die letzte von drei Maschinen des Typs BAe ATP wurde am 29. März 1997 außer Dienst gestellt.
Im Jahr 1992 war sie eine der ersten europäischen Fluggesellschaften, die vegetarische Mahlzeiten im Angebot hatten. 1995 begann BMA mit dem Ticketverkauf über das Internet.
im Jahr 2001 erfolgte die Umbenennung in British Midland International (bmi), womit die internationale Tätigkeit des Unternehmens signalisiert werden sollte (Flüge in die USA). Gleichzeitig wurden die Abflüge vom East Midland-Flughafen zu Billigpreis-Routen unter der jüngsten Tochtergesellschaft namens bmibaby. Für Wales wurde eine Cardiff-Verbindung angeboten. In Deutschland wurden der Flughafen Hamburg, der Flughafen Hannover, der Flughafen Dresden und der Flughafen Tegel (Berlin) von bmi angeflogen, daneben entstand ein weitreichendes Codeshare-Abkommen mit Lufthansa für Flüge zwischen Deutschland und dem Vereinigten Königreich und der Swiss für Flüge zwischen der Schweiz und dem Vereinigten Königreich.
Durch die Übernahme der englischen Fluggesellschaft British Mediterranean Airways (BMED) im Januar 2007 wurden 17 neue Ziele in den Winterflugplan 2007 aufgenommen. Die Slots von BMED wurden allerdings an die British Airways verkauft, somit mussten die neuen Ziele ab 2009 über die bestehenden Slots von bmi abgewickelt werden. British Airways war auf allen ehemaligen BMED-Routen Codeshare-Partner.

### Übernahme durch Lufthansa
Im Oktober 2008 stockte Lufthansa ihre Beteiligung auf 80 % der Aktien auf. Die übrigen zwanzig Prozent gehörten der Scandinavian Airlines (SAS). Ab Juni 2007 hatte SAS mehrfach mitgeteilt, ihren 20-%-Anteil am Unternehmen verkaufen zu wollen und sich in Gesprächen darüber mit der Lufthansa zu befinden. Zum 1. November 2009 übernahm Lufthansa die restlichen 20 % von SAS.
Im April 2010 wurde bekannt, dass bmi zukünftig wieder unter der Marke British Midland International auftreten soll. Im Dezember 2010 wurde auch ein entsprechender neuer Markenauftritt, der unter anderem ein neues Logo beinhaltet, vorgestellt.

### Übernahme durch IAG
Am 1. September 2011 wurde bekannt gegeben, dass die Deutsche Lufthansa AG einen Weiterverkauf der British Midland anstrebt. Nachdem es bereits zuvor entsprechende Spekulationen gegeben hatte, wurde am 4. November 2011 bekannt gegeben, dass sich die International Airlines Group (kurz IAG), Muttergesellschaft der British Airways, und die Lufthansa darauf geeinigt hätten, dass die IAG bmi Anfang 2012 übernehmen wolle. Im Dezember 2011 wurden jedoch auch offizielle Verhandlungen mit Virgin Atlantic bestätigt. Diese bot zwar weniger Geld als IAG, es gäbe aber weniger Probleme bezüglich einer eventuellen Monopolstellung bedingt durch die Slotvergabe am Flughafen London-Heathrow. Am 22. Dezember 2011 gab die Lufthansa schließlich bekannt, dass British Midland Airways für 207 Millionen Euro an die International Airlines Group verkauft wird. Virgin Atlantic kündigte jedoch eine Beschwerde bei den Kartellbehörden an, weshalb eine endgültige Entscheidung zum Verkauf bis Ende März 2012 fallen sollte. Im Falle eines Scheiterns der Übernahme erwog die Lufthansa die Schließung der verlustbringenden bmi. Am 30. März 2012 genehmigte die EU die Übernahme schließlich. Am 20. April 2012 wurde die Übernahme formal abgeschlossen, zum selben Datum verließ bmi die Star Alliance (die neue Eigentümerin British Airways ist Mitglied der konkurrierenden Allianz oneworld). Zeitgleich wurde auch die Zusammenarbeit mit Miles & More beendet. Virgin Atlantic wollte unterdessen gegen den Verkauf klagen, da sie eine Gefährdung des Wettbewerbs im innerbritischen Flugverkehr sah. Das Streckennetz der bmi wurde sukzessive bis Oktober 2012 aufgelöst, einige Routen wurden eingestellt, während andere durch British Airways weitergeführt wurden.
Im Mai 2012 wurde der Verkauf der Tochtergesellschaft bmi regional an Sector Aviation Holdings Limited bekannt gegeben. Die zweite Tochter, bmibaby, stellte mangels Käufer im September 2012 den Betrieb ein.
Am 27. Oktober 2012 führte bmi den letzten Flug durch.

## Ziele
bmi konzentrierte sich vorrangig auf Verbindungen zwischen dem Vereinigten Königreich und Westeuropa und dem Nahen Osten sowie einigen Zielen in Afrika. Im deutschsprachigen Raum wurden Basel, Berlin, Frankfurt, Hannover, Hamburg, Wien und Zürich angeflogen. Im Rahmen der Übernahme durch British Airways gingen jedoch bis Herbst 2012 sukzessive alle Routen auf diese über.

## Flotte

### Flotte bei Betriebseinstellung

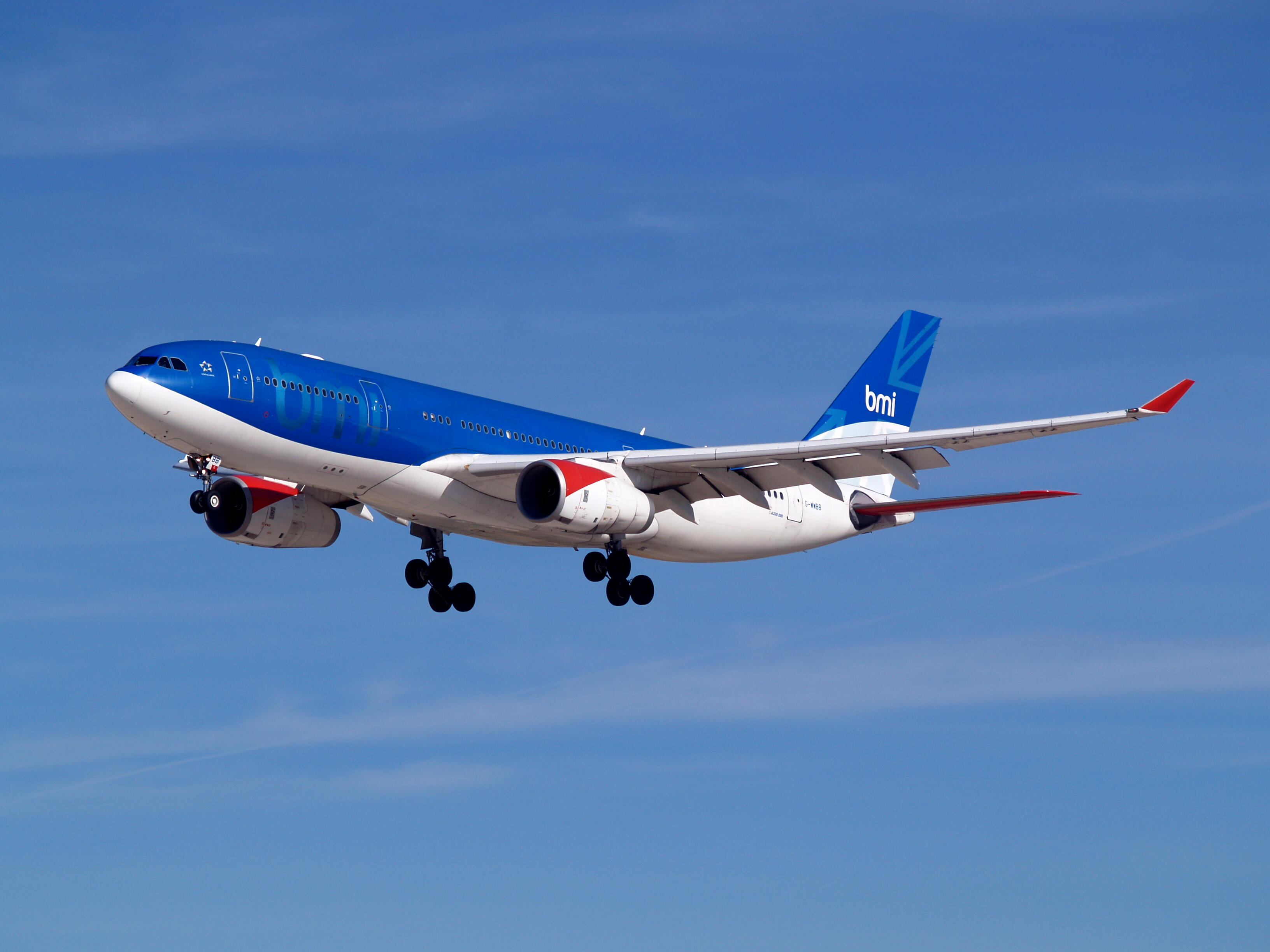
Airbus A330-200 der bmi, 2007

Mit Stand Juli 2012 bestand die Flotte der British Midland Airways aus 27 Flugzeugen mit einem Durchschnittsalter von 9,5 Jahren (die Flotte der bmi regional eingerechnet):
- 11 Airbus A319-100 (1 betrieben für British Airways)
- 07 Airbus A320-200 (2 betrieben für Lufthansa)
- 07 Airbus A321-200
- 02 Airbus A330-200 (1 betrieben durch Meridiana Fly)

Zusätzlich verfügte die Tochtergesellschaft bmi regional über einige kleinere Flugzeuge vom Typ Embraer ERJ 135 und ERJ 145, die für weniger frequentierte Verbindungen eingesetzt werden. In der Vergangenheit wurden auch Flugzeuge vom Typ Boeing 737 und Douglas DC-9 sowie Fokker 70 und Fokker 100 eingesetzt, die aber nach und nach durch Airbus-Maschinen ersetzt wurden.

### Zuvor eingesetzte Flugzeuge

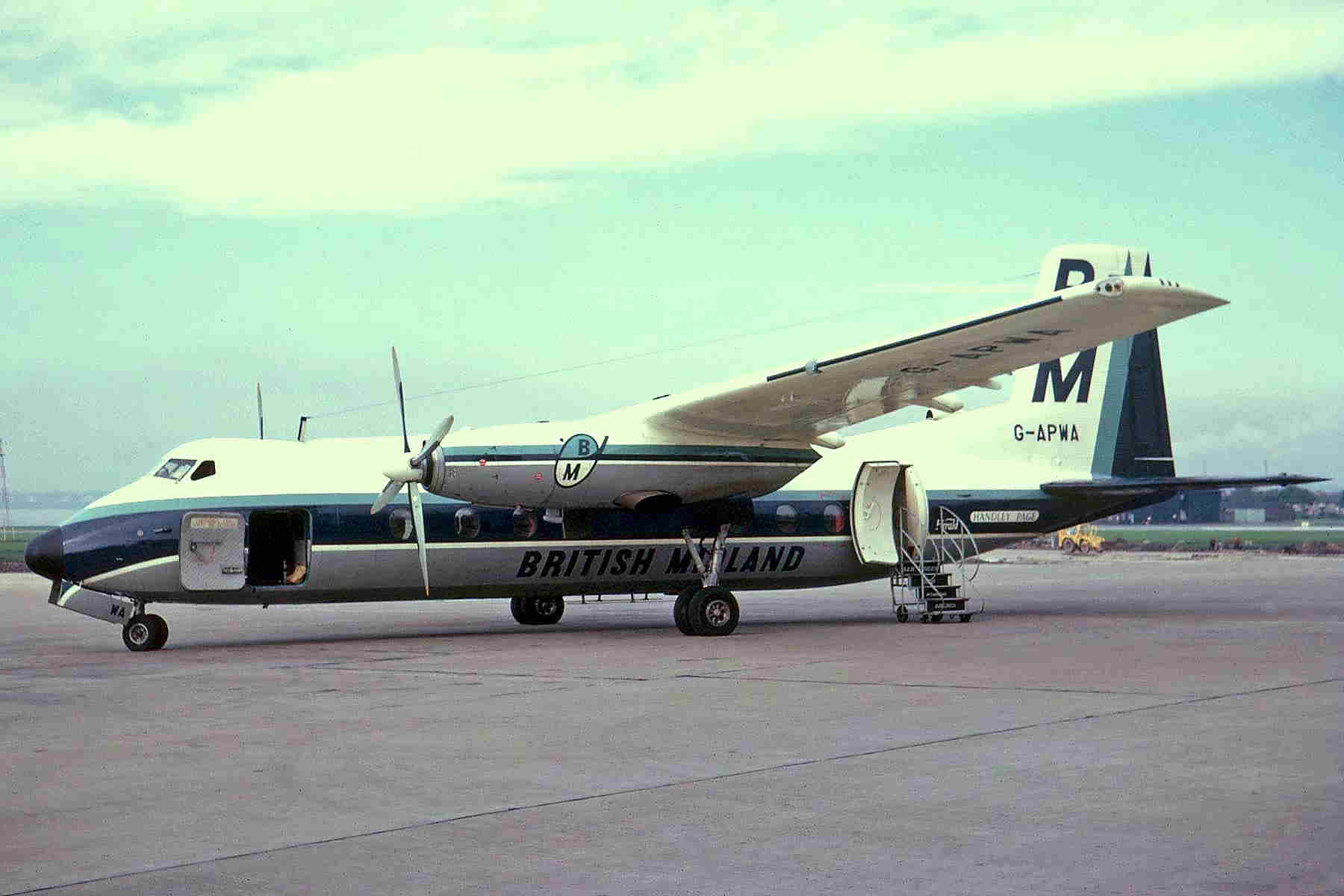
Handley Page Herald der BMA, 1966

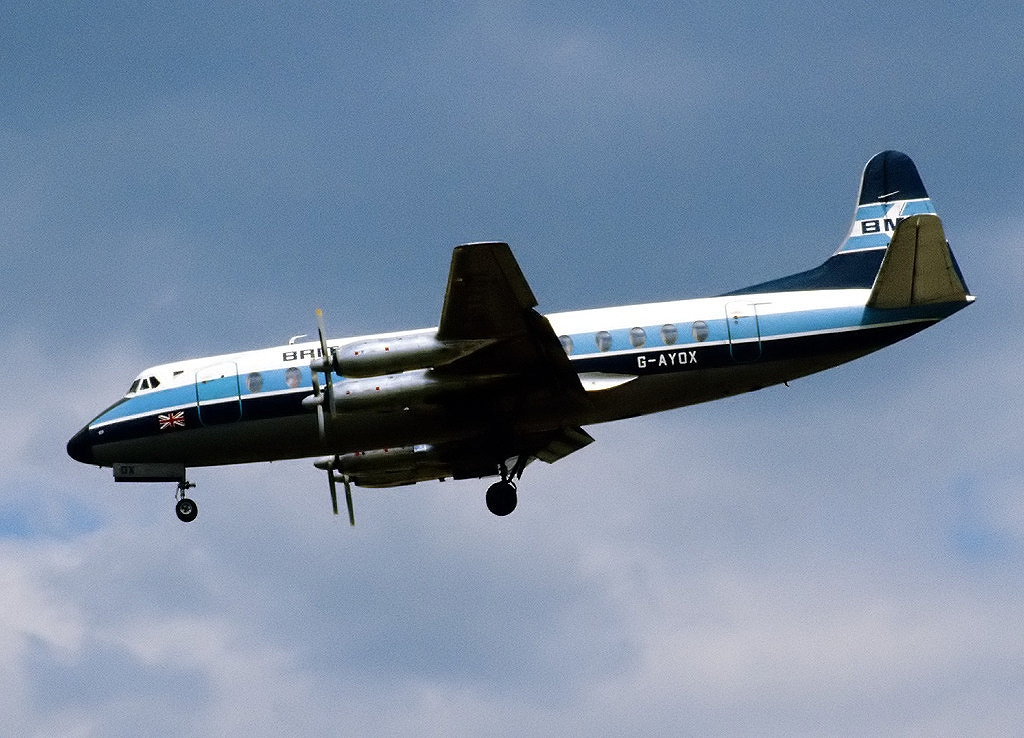
Vickers Viscount der BMA, 1982 (ex Lufthansa D-ANAC)

Im Laufe ihres Bestehens betrieb British Midland – auch unter ihren früheren Namen – und ihre Tochtergesellschaften u. a. folgende Flugzeugtypen:
- BAC 1-11
- BAe ATP (1988–1997)
- BAe 146
- Boeing 707
- Boeing 737
- Canadair Argonaut
- De Havilland Canada DHC-7
- Douglas DC-3/C-47
- Douglas DC-4
- Douglas DC-9 (1978–1995)
- Embraer ERJ-135
- Embraer ERJ-145 (1999 bis 2001)
- Fokker F-27
- Fokker 70 (1995 bis 2002)
- Fokker 100 (1994 bis 2005)
- Handley Page Herald (ab 1964)
- Short 330
- Short 360
- Vickers Viscount (bis 1988)

## Zwischenfälle
Die Gesellschaft verzeichnete unter ihren sechs verschiedenen Namen in ihrer Geschichte sieben Zwischenfälle mit Totalverlust eines Flugzeugs, darunter vier mit insgesamt 156 Todesfällen. Auszüge:
- Am 7. Oktober 1961 wurde eine Douglas DC-3/C-47B-30-DK der Derby Airways (G-AMSW) im Anflug auf den Flughafen Perpignan (Département Pyrénées-Orientales) in einer Höhe von 2200 Metern in den Mont Canigou geflogen, rund 40 Kilometer südwestlich des Zielflughafens. Durch diesen CFIT (Controlled flight into terrain) wurden alle 34 Insassen getötet, drei Besatzungsmitglieder und 31 Passagiere.[27]

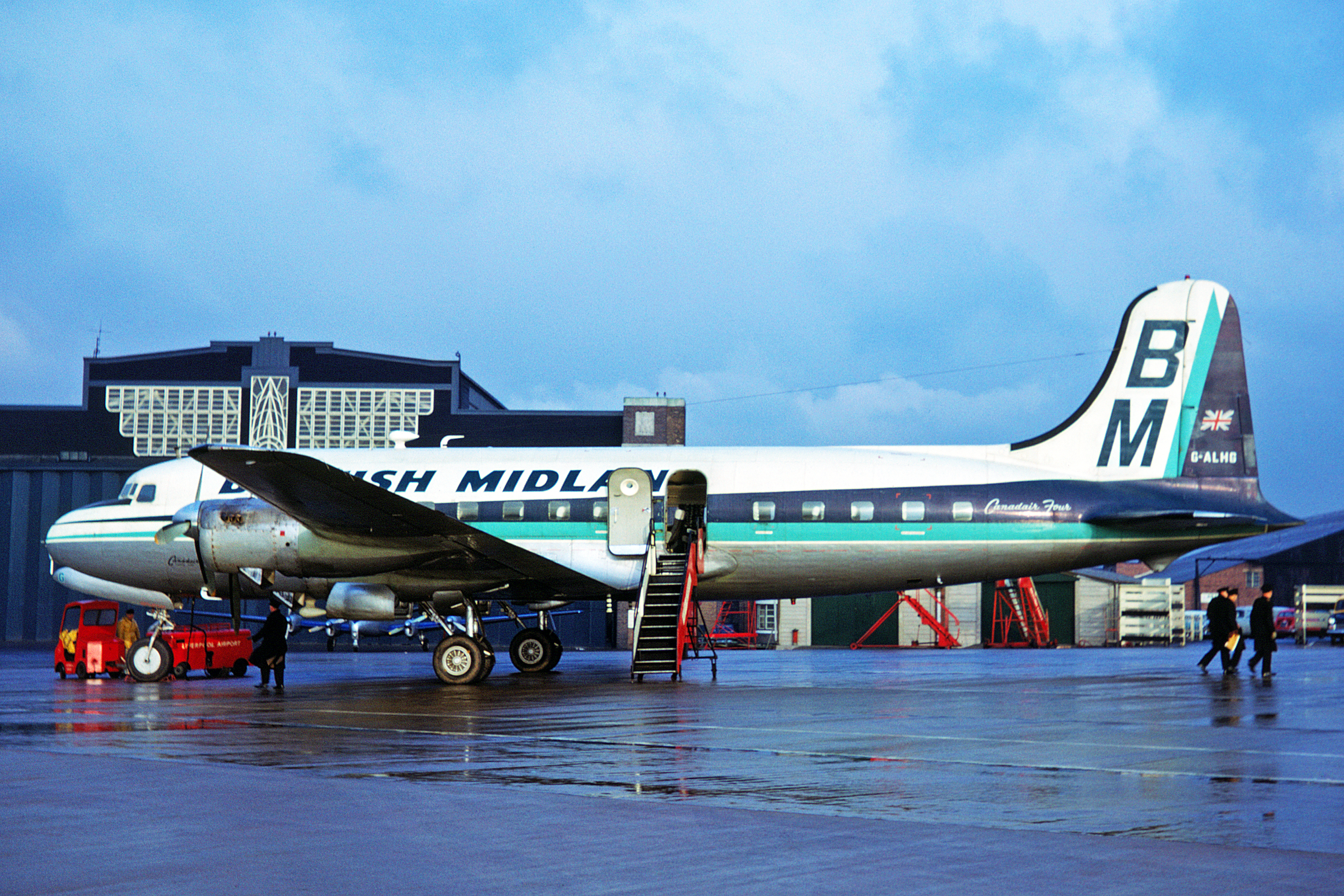
Canadair Argonaut G-ALHG der BMA, abgestürzt 4. Juni 1967

- Am 4. Juni 1967 kam es zum Flugzeugunglück von Stockport, bei dem die Canadair C-4 Argonaut (G-ALHG) beim Anflug auf den Flughafen Manchester in der Stadt Stockport abstürzte. Von den 84 Insassen kamen 72 ums Leben. Die Maschine kam mit 79 Passagieren an Bord aus Flughafen Palma de Mallorca, als beim ersten Anflugversuch kurz hintereinander beide rechte Triebwerke ausfielen. Die Piloten starteten durch, verloren aber während des zweiten Anflugversuchs aufgrund des asymmetrischen Schubs und der immer weiter sinkenden Fluggeschwindigkeit die Kontrolle über die Maschine, die etwa 10 km vor der Landebahn in ein bewohntes Gebiet stürzte. Als Unfallursachen wurden entweder ein Versagen von Tankventilen oder eine Fehlbedienung derselben angegeben, begünstigt durch schlechtes Design der Bedienungsschalter.[28]

- Am 20. Februar 1969 wurde eine Vickers Viscount 736 der British Midland Airways (G-AODG) auf dem Flughafen East Midlands (Vereinigtes Königreich) so hart gelandet, dass das Bugfahrwerk brach und der Rumpf aufriss. Durch diese Landung bei Schneefall wurde das Flugzeug irreparabel beschädigt. Alle 53 Insassen, fünf Besatzungsmitglieder und 48 Passagiere, überlebten.[29]

- Am 20. März 1969, nur vier Wochen später, stürzte eine Vickers Viscount 815 der British Midland Airways (G-AVJA) am Flughafen Manchester (Vereinigtes Königreich) ab. Die Maschine war auf einem Überführungsflug nach Edinburgh, wobei kurz nach dem Abheben das Triebwerk 4 (rechts außen) zu Trainingszwecken abgestellt wurde. Das Flugzeug drehte sich scharf nach rechts, die Kontrolle ging verloren und es stürzte in Rückenlage zu Boden. Von den vier Insassen wurden 3 getötet.[30]

- Am 22. Januar 1970 fing das Triebwerk 4 (rechts außen) einer Vickers Viscount 814 der British Midland Airways (G-AWXI) kurz nach dem Abheben vom Flughafen London Heathrow (Vereinigtes Königreich) Feuer. Bei der Notlandung während der sofortigen Rückkehr zum Startflughafen überlebten alle 38 Insassen, die vier Besatzungsmitglieder und 34 Passagiere. Das Flugzeug wurde jedoch irreparabel beschädigt. Es handelte sich um die ehemalige D-ANOL der Lufthansa (1958–1969).[31]

- Am 8. Januar 1989 kam es an einer Boeing 737-400 der BMA (G-OBME) auf dem Flug von London-Heathrow nach Belfast zu einem Triebwerksschaden und infolgedessen zum Absturz kurz vor dem Flughafen East Midlands, da das falsche Triebwerk abgestellt worden war. Insgesamt kamen 47 Menschen ums Leben, 79 konnten aus dem Wrack der Maschine gerettet werden, darunter beide Piloten. Ursache war einerseits die Fehlkonstruktion der Turbinenblätter der neuen Triebwerke sowie die mangelhafte Ausbildung und Fehleinschätzung der Piloten (siehe auch British-Midland-Flug 092).[32]

## Kontroverses

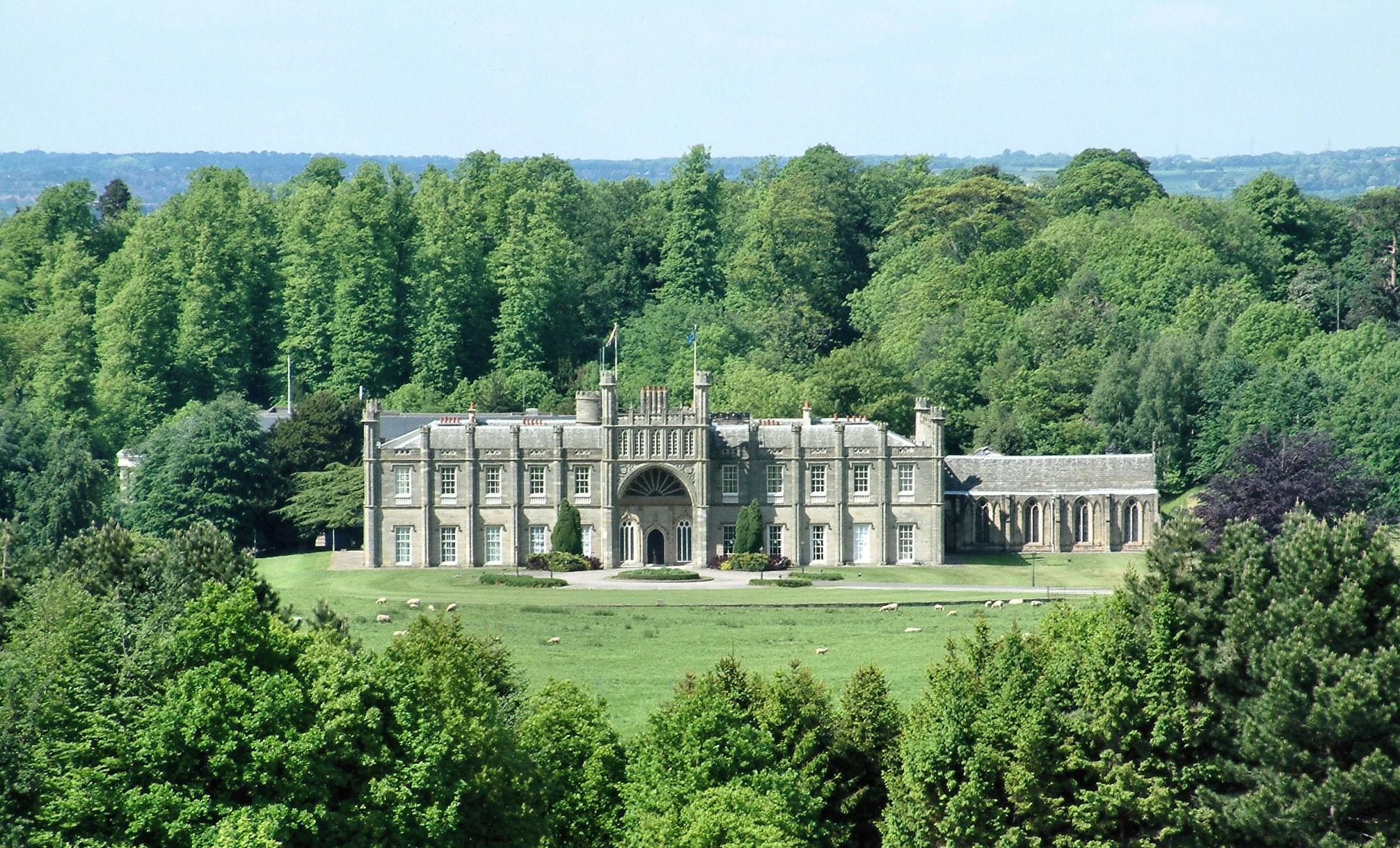
Donington Hall, Sitz der bmi in Castle Donnington

BMI stand in der Kritik, als europäische Fluggesellschaft Gesetze eines arabischen Staats durchzusetzen, die gegen die Religionsfreiheit gerichtet sind. So wurde einer Flugbegleiterin verboten, auf Flügen nach Saudi-Arabien ihre Bibel mitzuführen. Die Stewardess protestierte gegen das Verbot, das einer Diskriminierung gleichkomme. Ein BMI-Sprecher verteidigte die Entscheidung. Die Fluggesellschaft erfülle nur die saudi-arabischen Gesetze. Die Behörden des streng islamischen Landes beschlagnahmten Bibeln und gäben diese bei der Ausreise nicht zurück. Man habe der Stewardess den Einsatz auf einer anderen Route angeboten.
Am 24. April 2009 berichtete die britische Sunday Times, dass bmi einer anderen Stewardess fristlos kündigte, weil sie bei ihrem Einsatz auf Langstreckenflügen nach Saudi-Arabien kein arabisches Gewand, die Abaya, tragen wollte.
Wenige Tage später wurde bekannt, dass die Fluggesellschaft den Staat Israel auf den elektronischen Flugroutenkarten auf den Flügen zwischen London und Tel Aviv nicht anzeigte. Stattdessen wurde auf den Karten die Richtung und Entfernung Mekkas angezeigt. Ein Sprecher der Fluggesellschaft beteuerte, dass es sich um einen Fehler handle. Man habe die Maschinen von einer anderen Fluggesellschaft gekauft und die Karte hätte eigentlich deaktiviert sein sollen.